# Pablo de Sarasate
Pablo de Sarasate (n. 10 martie 1844, Pamplona, Navarra, Spania – d. 20 septembrie 1908, Biarritz, Aquitaine, Franța) a fost un violonist, conducător de orchestră și compozitor romantic spaniol.

## Biografie
S-a născut în familia unui muzicant militar spaniol. A început să cânte la vioară la vârsta de 5 ani fiind îndrumat de tatăl său, iar ulterior a luat lecții particulare de la un profesor local, care a observat talentul precoce al băiețelului, ulterior a fost trimis la studii la Madrid. La vârsta de 8 ani a dat primul concert în orașul A Coruña. Performanța lui Sarasate a fost observată imediat de un patron bâtrân, care l-a sprijinit financiar pe Pablo, ca acesta sâ-și continue studiile la maestrul Manuel Rodríguez Saez din Madrid, unde a intrat în grațiile reginei Isabela II. Ulterior, pe măsura creșterii abilitaților interpretative, a fost trimis la studii la Jean-Delphin Alard la Conservatorul din Paris,  la vârsta de 12 ani. Aici, la vârsta de 17 ani a intrat în competiție pentru Premiul I la conservator, pe care l-a câștigat, o performanță pe care nu o reușise nimeni până la el, întrucât concursul fusese abia înființat. Ulterior, în anul 1911 același premiu a fost acordat violonistului Manuel Quiroga, care era adesea comparat pentru stilul său interpretativ cu Pablo Sarasate. Sarasate și-a făcut debutul al Paris în anul 1860, iar în anul următor a debutat la Londra. Pe parcursul carierei sale a dat concerte în Europa, America de Nord și cea de Sud. Calitatea principală a violonistului Sarasate a fost sunetul pur și dexteritatea cu care interpreta piesele cele mai complicate, care i-au adus faima de virtuoz. Pe parcursul carierei precoce a interpretat mai ales fantezii de operă (de exemplu, Fantezia Carmen), precum și compoziții proprii. Tonalitatea spaniolă a viorii lui Sarasate i-au adus o faimă suplimentară. De exemplu, a interpretat "Simfonia spaniolă" de  Édouard Lalo' și Introducere și Rondo Capriciosso de Camille Saint-Saëns, scrisă special pentru Sarasate, și dedicată lui. 
Unul dintre admiratorii lui a fost George Bernard Shaw, care i-a făcut comentarii elogioase. Poate cea mai cunoscută compoziție interetată de Sarasate a fost Zigeunerweisen (Melodii țigănești, 1878), care i-a adus și mai multă faimă decât Fantezia Carmen. 
Sarasate a transpus de asemenea pentru vioară compoziții ale altor autori, a creat și interpretat în concerte "potpuri". De exemplu: Fantezie la "La forza del destino"  (Opus 1), "Souvenirs de Faust", sau variații la Flautul fermecat de Wolfgang Amadeus  Mozart.
La Bruxelles a întâlnit-o pe Berta Marx, care l-a însoțit și l-a acompaniat la pian prin Europa, Mexic, SUA. Au dat împreună   circa 600 de concerte. Tot ea a aranjat dansurile spaniole compuse de Sarasate pentru pian. Sarasate a decedat la Biarritz în Franța de bronșită cronică. Două instrumente unice, construite de Antonio Stradivarius poartă numele Sarasate Stradivarius. Primul este de fapt un instrument construit în anul 1724 de Stardivarius. A doua vioară Stradivarius-Boissier, construită în anul 1713 a fost achiziționată de  Conservatorul real superior de muzică din Madrid. Printre discipolii lui Sarasate se numără Alfred de Sève. Actualmente la Pamplona au loc festivaluri tradiționale muzicale închinate lui Sarasate.